# Közönséges levendula
A közönséges levendula vagy keskenylevelű levendula (Lavandula angustifolia) az árvacsalánfélék (ajakosok) családjába tartozó növényfaj. További magyar elnevezései: francia levendula, orvosi levendula, szagos levendula, valódi levendula.

## Elnevezés
A magyar elnevezés a francia levendulára onnan eredhet, hogy az 1920-as években a Tihanyi-félsziget levendulatelepítéséhez Franciaországból rendelték a szaporítóanyagot. Zavaró, hogy angol nyelvterületen a hibrid fajt nevezik francia levendulának (French lavender) és a L. angustifoliát angol levendulának (English lavender), az ebből adódó keveredés elkerülhető, ha a közönséges, keskenylevelű, vagy orvosi jelzőt használjuk, a hibrid faj (L. x intermedia – L. angustifolia × L. latifolia) esetében pedig csak a hibrid jelzőt vagy a lavandin elnevezést. Ez utóbbi faj magasabb növekedésű és virágai is nagyobbak. Bár a nemzetségben más hibrid fajok is találhatók, azok Magyarországon kevéssé vagy egyáltalán nem ismertek.

## Fajtái

### AGM fajták
- L. × intermedia „Alba”  (nagy fehér)
- L. angustifolia 'Beechwood Blue'
- L. angustifolia 'Hidcote'
- L. × intermedia „Hidcote Giant”
- L. angustifolia 'Imperial Gem'
- L. angustifolia Little Lottie ='Clarmo'
- L. angustifolia 'Miss Katherine'
- L. angustifolia Miss Muffet ='Scholmis'
- L. angustifolia 'Nana Alba'  (törpe fehér)
- L. × intermedia Olympia ='Downoly'
- L × chaytorie 'Richard Gray'
- L. × chaytorie „Sawyers”
- L. × intermedia „Sussex”

### Törpe fajták
- A 'Hidcote Superior' egy kompakt örökzöld cserje, 40 cm x 45 cm (16 in x 18 hüvelyk), illatos szürkés-zöld lombozattal és nyáron mély ibolya-kék virágokkal. A teljes napfényt, a jó vízelvezetésű talajt, az alacsony vizet kedveli. 30 °C (-20 °F), nyugati mediterrán fajok
- 'Munstead' (syn. Dwarf Munstead, Munstead Blue és Munstead Variety) L. angustifolia fajta, 30 cm magas, rózsaszín-lilától a levendulakékig terjedő, enyhén illatos virágzattal,  a Munstead Woodról nevezték el Surrey, amely Gertrude Jekyll otthona volt
- 'Sarah', 15–60 cm-esre nő, a virágok vékonyak, akárcsak a növény, rövid szegélyként, vagy az ablakdoboz nagyon illatos kiegészítőjeként használják, sötétlila virágok
- 'Lady Lavender', 45 cm-re megnövekszik, illatos, szürkés-zöld lombozat és nyáron levendula-kék virágok, a teljes napsütést, a jó vízelvezetésű talajt, az alacsony vizet kedveli, -30 °C-ig (-20 °C-ig) tűrő F)

### Féltörpe fajták
- 'Hidcote' (syn. Hidcote Variety, Hidcote Blue, Hidcote Purple) L. angustifolia fajta. 40-50 cm magas, ezüstszürke lombozattal és mély ibolya-kék virágzattal, az angliai Hidcote Manorról nevezték el, ahol Lawrence Johnston termesztette
- „Jean Davis” 50–60 cm (20–24 hüvelyk) magas, legfeljebb 1 m (3 láb). Halvány rózsaszín virágú levendula, kivételesen gyümölcsös ízzel
- "Pink Parfüm" 60 cm x 45 cm (24 x 18 hüvelyk)

### Óriás fajták
- "Hidcote Giant". A Lavandula x intermedias lavandin. Nagyon erőteljes termesztő (90-100 cm; 36-40 hüvelyk), kellemes, erős illattal. Ennek nagy, mély levendula-lila virágai vannak nagyon hosszú, 60 cm-es (24 hüvelykes) száron.
- „Vera” 75–90 cm (30–36 hüvelyk). Úgy gondolják, hogy az eredeti levendulafaj, amelyet az olajáért szüreteltek.

### Alfajai
- Lavandula angustifolia subsp. angustifolia

- Lavandula angustifolia subsp. pyrenaica

### Hibridek
A Lavandula hibrideket levandinoknak nevezik. A L. angustifolia és a L. latifolia (tüskés levendula) hibridjeit Lavandula x intermedia -nak nevezik. Később virágoznak, mint a közönséges angol levendulák.

## Megjelenése
Örökzöld, alacsony növésű (40–60 cm), több éves korában félgömb alakú, fásodó szárú félcserje. Gyökere mélyre hatoló. Levelei átellenesen állnak, szálasak vagy mindkét végükön elkeskenyedő lándzsásak. Az álfüzér virágzat el nem ágazó, 20–40 cm-es virágzati száron fejlődik; június-júliusban virágzik. Virágai álörvökben állnak, kékes-lilás színűek, 5 tagúak. Termése 4 makkocska, de ezekből általában csak 1-2 fejlődik ki.

## Szaporítása
- A levendula szaporításának egyik népszerű módszere a dugványozás, amikor tulajdonképpen az anyanövényt reprodukáljuk; klónozzuk. A görög klon szó alapjelentése amúgy a vessző, ág – tehát egyszerűen lemásoljuk a növényt. Ezt a típusú szaporítást nevezzük vegetatív, vagy ivartalan szaporításnak. Nagy előnye, hogy kis területen tudunk nagy számban új növényt „előállítani”, ami tulajdonságaiban pontosan és garantáltan megegyezik az eredeti növénnyel.
  - Kivitelezése: levágunk egy részt a növényből, amit gyökereztetünk, és így állítjuk elő a növényünk tökéletes mását. 6, 8, 10 cm-es, egyéves hajtásokat metszünk le 3-4 éves bokorról. A hajtás feléről lehúzzuk a leveleket, és magas (85-90%) relatív páratartalom mellett gyökereztetjük. Ez fólia- vagy dunsztosüveg-takarással megoldható, nem kell hozzá üvegház.
- Bujtással ősszel a saját sorában lehajtunk a föld alá egy-egy szálat, abból kibokrosodik. Tavasszal kitakarjuk, és a sok kis meggyökeresedett palánta lemetszve szétültethető.
- Magvetéssel
  - Ha tavasszal tudunk levendulát magról vetni, hogy nagyobb százalékban csírázzanak ki a magvak, imitálni kell a telet. Hó nem szükséges, csak a fagyos hideg; pár napra fagyasztóba kell a magokat tenni, azután 1-1,5 cm-re kell az előzőleg felásott és tömörített talajba vetni, 15–20 cm-es sortávolsággal.
  - Ha ősszel vetjük a magot, a fagyasztást elhagyjuk, úgyis jön az a téllel. 0,5–1 cm-re, tehát mindenképp sekélyen ültessük a magokat. Sortávolságnak ekkor is 15–20 cm-t érdemes hagyni. A földet a vetés előtt és után is jól tömörítsük, majd öntözzük be. Az őszi vetés lassabban fog kikelni tavasszal, áprilisi végéig. Ha sűrű lett a kelés, ritkítsuk, amikor már jó pár levél is látható a kis levendulákon (a kiszedett egyedeket ültessük át). Kelés után az öntözést ne felejtsük el! A 4–5 leveles kis egyedeket szét kell ültetni a további fejlődéshez legalább 5 cm-re egymástól, és amikor elérik a 15–18 cm magasságot, akkor vágjuk vissza felére, hogy elinduljon a bokrosodás.

## Felhasználása

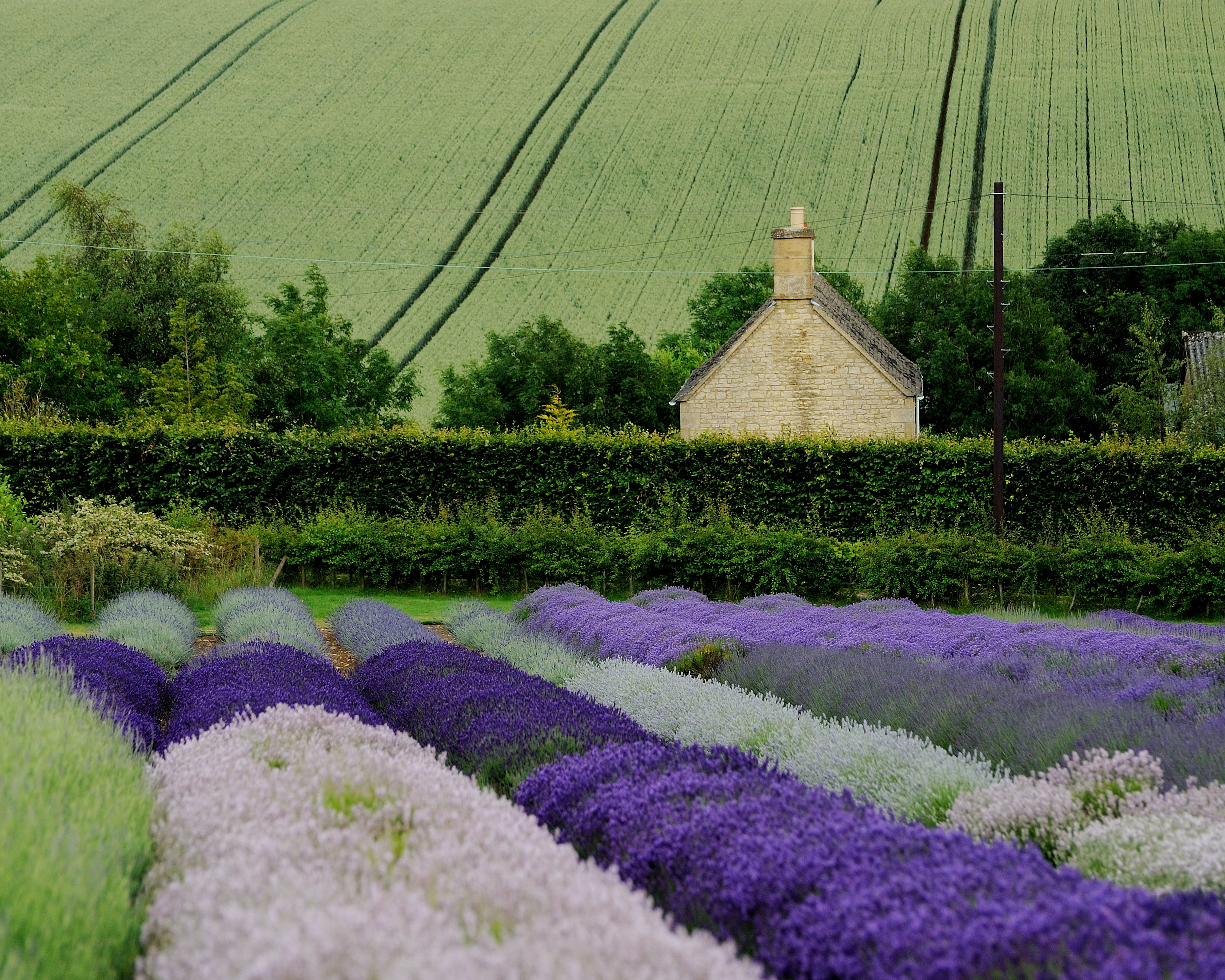
Különböző levendulafajták

### A gyógyászatban
A VIII. Magyar Gyógyszerkönyvben hivatalos drogjai a virág (Lavandulae flos) és a virágból préselt illóolaj (Lavandulae aetheroleum). Felhasználják még virágos hajtásait (Lavandulae herba) is, amely nem hivatalos drog.
A virágokat és leveleket gyógynövényként   használják levendulaolaj formájában vagy gyógyteaként , hogy enyhítsék az olyan tüneteket, mint a szorongás  és az elalvási nehézségek.
A virágokat konyhai gyógynövényként is használják, leggyakrabban a herbes de Provence nevű francia gyógynövénykeverék észak-amerikai változatának részeként .
Az illóolaj fő összetevői: linalil-acetát, linalool; továbbá kisebb mennyiségben borneol, kámfor, geraniol, citronellol, melyek mennyisége a környezeti tényezőktől függően változó. Nagy mennyiségben használja fel a kozmetikai és illatszeripar. Franciaországban több étrendkiegészítő piacon van több mint 30 éve, amelyek levendulaolajat tartalmaznak és különböző illóolajakkal keverve kaphatók. 2009-től Németországban kapható illóolaj lágy kapszulázott kivitelben ideges nyugtalanság és szorongás enyhítésére.
A virágból készült teát nyugtatószerként, valamint gyomor- és bélpanaszok ellen használják. Fokozza az epeműködést.

### Dísznövényként
Számos nemesített kertészeti változata ismert. A L. latifoliával alkotott természetes hibridje a Lavandula x intermedia (hibrid levendula, angol levendula).
Néhány díszfajta:
- L. angustifolia 'Beechwood Blue'[8]
- L. angustifolia 'Hidcote'[9]
- L. angustifolia 'Imperial Gem'[10]
- L. angustifolia 'Miss Katherine'[11]
- L. angustifolia 'Nana Alba'[12]

### Fűszerként
Gyakran használják.

### Egyéb
A szárított virágzatok csomóba kötve molyűző hatásúak. A kertben távoltartja a levéltetveket a szomszédos növényektől.
A szárított levendulavirágot és a levendula illóolajat megelőzésként is használják a ruhamolyok ellen, amelyek nem szeretik az illatukat. 
A levendula illóolajat hordozóolajjal hígítva általában relaxánsként használják a masszázsterápia során . Otthoni használatra szánt termékeket is használnak, például testápolókat, szempárnákat (beleértve a levendulavirágot vagy magát az illóolajat), valamint fürdőolajokat stb. Mind a szirmok, mind az olaj a kézi készítésű szappan legnépszerűbb összetevői.